# 天主教彭萨科拉-塔拉哈西教区
天主教彭薩科拉-塔拉哈西教區（拉丁語：Diocesis Pensacolensis-Talloseiensis）是美國一個羅馬天主教教區，屬邁阿密總教區。成立於1975年10月1日。
範圍包括佛羅里達狹地二十縣，教座位於彭薩科拉。2010年有教友74,868人（佔轄區人口5.4%）、四十九個堂區、九十四名司鐸。現任教區主教為額我略·帕克斯。